# Kazimierz Zarzycki (profesor)
Kazimierz Zarzycki (ur. 18 grudnia 1930 w Kolonii Łuckiej koło Lubartowa, zm. 20 lutego 2023 w Krakowie) – polski profesor nauk przyrodniczych specjalizujący się w ekologii, fitogeografii (geografii roślin) oraz ochronie przyrody. Członek korespondent krajowy Polskiej Akademii Nauk od 1976 roku, członek rzeczywisty tej instytucji od 1994 roku. Pracownik Instytutu Botaniki im. Władysława Szafera PAN.

## Życiorys
Obronił pracę doktorską, następnie uzyskał stopień doktora habilitowanego. W 1991 otrzymał tytuł profesora nauk przyrodniczych. Został zatrudniony w Instytucie Botaniki im. Władysława Szafera Polskiej Akademii Nauk.
Był członkiem oddziału Polskiej Akademii Nauk w Krakowie, przewodniczącym rady naukowej Arboretum i Zakładzie Fizjografii, członkiem krajowym rzeczywistym na II Wydziale Nauk Biologicznych i Rolniczych PAN, członkiem krajowym czynnym na IV Wydziale Przyrodniczym PAU i członkiem Komisji Zagrożeń Cywilizacyjnych Polskiej Akademii Umiejętności.
Został członkiem Sekcji III – Nauk Biologicznych, Rolniczych, Leśnych i Weterynaryjnych Centralnej Komisji do Spraw Stopni i Tytułów, przewodniczącym rady Fundacji Botaniki Polskiej im. Władysława Szafera, członkiem Komitetu Badań Polarnych Prezydium Polskiej Akademii Nauk i Komitetu Botaniki PAN.

## Życie prywatne
Żonaty z Barbarą, miał dwóch synów i troje wnucząt.